# Chmielów (gmina)
Chmielów – dawna gmina wiejska istniejąca w latach 1934–1954 w woj. lwowskimi rzeszowskim (dzisiejsze woj. podkarpackie). Siedzibą władz gminy był Chmielów.
Gminę Chmielów utworzono 1 sierpnia 1934 roku w województwo lwowskim, w powiecie tarnobrzeskim, z dotychczasowych drobnych gmin wiejskich: Alfredówka, Chmielów, Cygany, Dęba, Jadachy, Nagnajów, Rozalin i Tarnowska Wola.
Po wojnie gmina Chmielów weszła w skład woj. rzeszowskiego (nadal w powiecie tarnobrzeskim). Według stanu z dnia 1 lipca 1952 roku gmina składała się z 4 gromad: Chmielów, Cygany, Jadachy i Nagnajów. 1 stycznia 1949 roku z części obszaru gminy Chmielów utworzono nową gminę Dęba z siedzibą w Dębie.
Gmina została zniesiona 29 września 1954 roku wraz z reformą wprowadzającą gromady w miejsce gmin. Jednostki nie przywrócono 1 stycznia 1973 roku po reaktywowaniu gmin.